# 親衛隊中尉

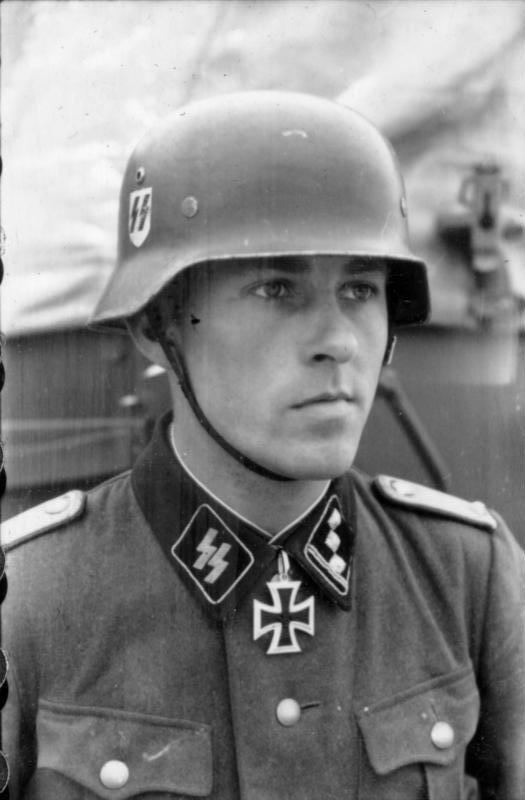
フリッツ・レントロップ親衛隊中尉（1941年）

親衛隊中尉（しんえいたいちゅうい）は、ドイツ語の SS-Obersturmführer の訳語の一つである。英米の研究書では訳さず原文を用いるが、敢えて訳す場合には陸軍の階級呼称を利用して SS-First Lieutenant と訳される。日本語では逐語訳し親衛隊上級突撃隊長、SS中隊長と訳される場合があるが、実際に突撃隊でもなく、中隊を指揮する部隊長でない場合が多く、表意文字文化に慣れた読者を混乱させる。またドイツでも最近の研究書では陸軍の階級呼称を併記している。
親衛隊少尉の上、親衛隊大尉の下に位置する。
また、Obersturmführer は親衛隊（SS）に限らず、ナチ党組織に共通する階級呼称であった。たとえば突撃隊（SA）や国家社会主義自動車部隊（NSKK）といったナチス党組織にも同様の階級が存在していた。SA-Obersturmführer（突撃隊中尉）、あるいは NSKK-Obersturmführer（国家社会主義自動車部隊中尉）といった具合である。

## 階級章

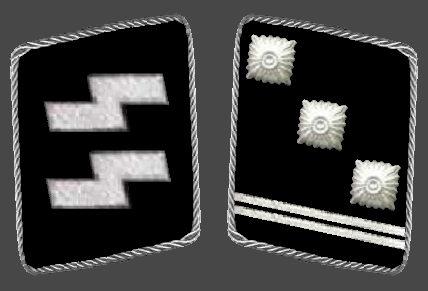
襟章
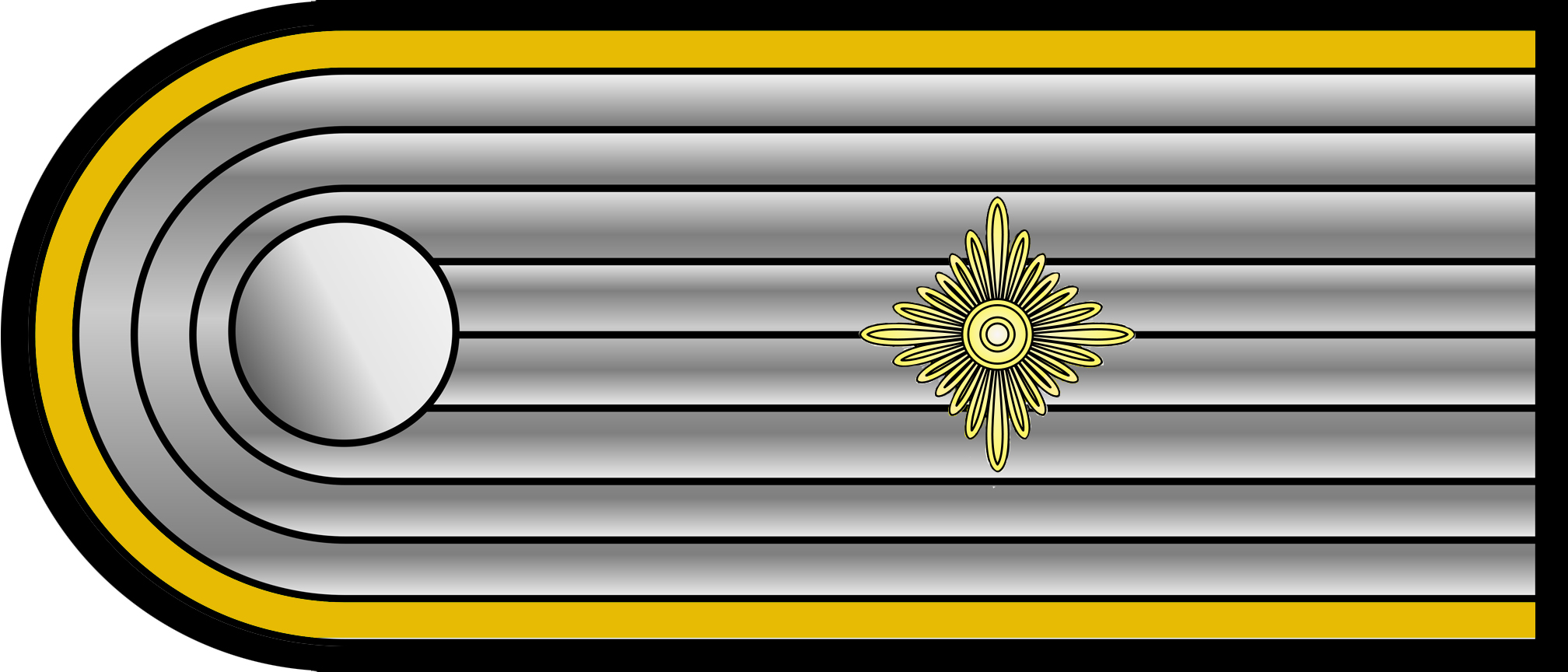
肩章
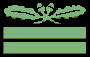
迷彩服の階級章

## 知られている親衛隊中尉
- フレドリク・イェンセン … ノルウェー人義勇兵。黄金ドイツ十字章受章者。
- イルムフリート・エベール（トレブリンカ強制収容所長）
- ヨーゼフ・オーバーハウサー … T4作戦（障害者やユダヤ人の安楽死計画）関係者。ベウジェツ強制収容所の看守。
- クルト・ゲルシュタイン … ゲルシュタイン報告を書いた人物。
- レオン・ジリス … 武装親衛隊ワロン人義勇兵。騎士鉄十字章受章者。
- ハンス・ヘルマン・ユンゲ（en:Hans Hermann Junge） … ヒトラーの従卒。総統秘書のトラウデル・ユンゲの夫。